# Tupolev SB
O Tupolev ANT-40, também conhecido como Tupolev SB (em russo:  Скоростной бомбардировщик - Skorostnoi Bombardirovschik - "bombardeiro de alta velocidade"), ou ainda TsAGI-40, foi um avião bombardeiro bimotor de 3 lugares da União Soviética que fez seu primeiro voo em 1934 e foi produzido entre os anos de 1936 e 1941 que foi empregado na Guerra Civil Espanhola e na Segunda Guerra Mundial.

## Operadores
- União Soviética operador principal
- Bulgária operou 32 aeronaves de fabricação tcheca licenciada Avia B-71, que foi designada Avia-Katiusza E-8.
- República da China operou 62 aeronaves recebidas da União Soviética no outono de 1937.
- Tchecoslováquia operou 60 aeronaves da União Soviética em abril e maio de 1938. Outros 101 bombardeiros e 60 aeronaves de reconhecimento foi licenciada sob a denominação de Avia B-71, mas apenas 101 aeronaves foram construídas.
- Finlândia operou 24 aeronaves, das quais 8 foram capturadas durante a Guerra de Inverno com avarias pequenas e restauradas, mais 16 compradas da Alemanha Nazista entre 1941 e 1942, essas quais tinham sido capturadas dos soviéticos.
- Alemanha Nazista operava Avia B-71 checos e SB's capturados dos soviéticos.
- Polônia operou um pequeno número de aeronaves no pós-guerra.
- Segunda República Espanhola operou seus primeiros 31 SB's em 14 de outubro de 1936. Recebeu mais 31 em junho e julho de 1937 e um lote final de mais 31 em 1938. Foi entregue um total de 93 bombardeiros.
- Espanha Franquista operou 19 bombardeiros que foram capturados após o fim da Guerra Civil Espanhola, esses foram revisados e seus motores russo M-100 foram substituídos por motores franceses Hispano-Suiza 12Ybrs. Esses aviões foram usados operacionalmente e posteriormente para treinamento, sendo aposentados em 1950. Foram apelidados pelos pilotos nacionalistas de Katiuska.